# Martina Lechner
Martina Lechner (* 14. Juli 1978 in Thiersee) ist eine ehemalige österreichische Skirennläuferin.

## Biografie
Bei den Juniorenweltmeisterschaften 1997 in Schladming wurde Martina Lechner Zweite in der Kombination. 1998 gewann sie bei den Juniorenweltmeisterschaften in Megève die Goldmedaille in der Abfahrt und im Super-G. Von 1995 bis 2005 fuhr sie im Europacup, gewann insgesamt drei Rennen, wurde fünfmal Zweite und fünfmal Dritte. In der Saison 1999/2000 wurde sie Zweite in der Gesamtwertung und Dritte in der Riesenslalomwertung, 2002/03 gewann sie die Super-G-Wertung.
Im Weltcup hatte sie ihren ersten Start am 15. Jänner 2000 in Zauchensee. Ihre beste Platzierung erreichte sie im Dezember 2003 mit dem sechsten Rang im Super-G von Lake Louise. 2002 wurde Martina Lechner österreichische Meisterin im Riesenslalom.
2005 beendete Lechner ihre sportliche Karriere, bis zu diesem Zeitpunkt war sie auch Teil des Heeressportzentrums des Österreichischen Bundesheers. Sie ist derzeit bei Eurosport als (Co)-Kommentatorin bei Weltcuprennen im Einsatz.

## Erfolge

### Juniorenweltmeisterschaften
- Schladming 1997: 2. Kombination, 6. Riesenslalom, 7. Abfahrt
- Megève 1998: 1. Abfahrt, 1. Super-G

### Weltcup
- 15 Platzierungen unter den besten 30 (alle im Super-G)

### Europacup
- Saison 1999/2000: 2. Gesamtwertung, 3. Riesenslalomwertung
- Saison 2002/03: 1. Super-G-Wertung
- 13 Podestplätze, davon 3 Siege:

| Datum            | Ort      | Land       | Disziplin    |
| ---------------- | -------- | ---------- | ------------ |
| 2. Februar 1998  | Pra-Loup | Frankreich | Abfahrt      |
| 10. Februar 2000 | Abetone  | Italien    | Riesenslalom |
| 21. Februar 2003 | Tarvisio | Italien    | Super-G      |

### Weitere Erfolge
- Österreichische Meisterin im Riesenslalom 2002
- 2 Siege in FIS-Rennen